# Mitschurinskoje (Kaliningrad, Nesterow)
Mitschurinskoje (russisch Мичуринское, deutsch Schackeln) ist eine Siedlung in der russischen Oblast Kaliningrad. Sie gehört zur kommunalen Selbstverwaltungseinheit Stadtkreis Nesterow im Rajon Nesterow.

## Geographie
Mitschurinskoje liegt am Nordwestrand der Rominter Heide und ist über eine Stichstraße von der Verbindungsstraße Tschistyje Prudy (Tollmingkehmen/Tollmingen) – Krasnolessje (Groß Rominten/Hardteck) aus zu erreichen. Bis in die 1970er Jahre war Tschistyje Prudy die nächste Bahnstation an der Bahnstrecke Gołdap–Nesterow, die nach 1945 nur noch im russischen Abschnitt betrieben wurde und dann eingestellt wurde.

## Geschichte
Am 18. März 1874 gehörte die Landgemeinde Schackeln zu den acht Gemeinden bzw. Gutsbezirken, die den neuerrichteten Amtsbezirk Iszlaudszen (russisch: Dmitrijewka, 1934–1946 Schönheide) bildeten. 
Bis 1945 war Schackeln eine Gemeinde im Landkreis Goldap im Regierungsbezirk Gumbinnen der preußischen Provinz Ostpreußen.
Im Oktober 1944 wurde der Ort von der Roten Armee besetzt. Die neue Polnische Provisorische Regierung ging zunächst davon aus, dass er mit dem gesamten Kreis Goldap unter ihre Verwaltung fallen würde. Im Potsdamer Abkommen (Artikel VI) von August 1945 wurde die neue sowjetisch-polnische Grenze aber unabhängig von den alten Kreisgrenzen anvisiert, wodurch der Ort unter sowjetische Verwaltung kam. Die polnische Umbenennung des Ortes in Szakiele im Oktober 1948 wurde (vermutlich) nicht mehr wirksam. 1950 erhielt der Ort die russische Bezeichnung Mitschurinskoje und wurde dem Dorfsowjet Tschistoprudnenski selski Sowet im Rajon Nesterow zugeordnet. Von 2008 bis 2018 gehörte Mitschurinskoje zur Landgemeinde Tschistoprudnenskoje selskoe posselenije und seither zum Stadtkreis Nesterow.

### Einwohnerentwicklung
| Jahr | Einwohner | Bemerkungen            |
| ---- | --------- | ---------------------- |
| 1910 | 267       | Gemeinde: 191, Gut: 76 |
| 1933 | 226       |                        |
| 1939 | 243       |                        |
| 2002 | 61        |                        |
| 2010 | 53        |                        |

## Kirche
Die vor 1945 überwiegend evangelische Bevölkerung von Schackeln war in das Kirchspiel Tollmingkehmen (1938–1946 Tollmingen, heute russisch: Tschistyje Prudy) eingepfarrt. Es gehörte zum Kirchenkreis Goldap (heute polnisch: Gołdap) in der Kirchenprovinz Ostpreußen der Kirche der Altpreußischen Union.
Bis in die 1990er Jahre war kirchliches Leben untersagt. Seither gibt es in Tschistyje Prudy jedoch wieder eine evangelische Gemeinde, die zur neugebildeten Propstei Kaliningrad in der Evangelisch-Lutherischen Kirche Europäisches Russland gehört. Das zuständige Pfarramt ist das der Salzburger Kirche in Gussew (Gumbinnen).